# Oculus (phim)
Oculus là một bộ phim kinh dị siêu nhiên Mỹ năm 2013 của đạo diễn Mike Flanagan. Bộ phim đã có buổi chiếu ra mắt thế giới vào ngày 8 tháng 9 năm 2013 tại Liên hoan phim quốc tế Toronto và được phát hành rộng rãi vào ngày 11 tháng 4 năm 2014. Các diễn viên tham gia gồm có Karen Gillan, Brenton Thwaites, Katee Sackhoff, Rory Cochrane, Garrett Ryan và Annalise Basso. Nội dung bộ phim dựa trên một bộ phim ngắn trước đó của Flanagan là Oculus: Chapter 3 - The Man with the Plan.

## Nội dung
Bộ phim diễn ra trong hai thời gian bao gồm thời gian hiện tại và 11 năm trước đó. Hai cốt truyện được kể song song thông qua những đoạn hồi tưởng.
Mười một năm trước, Alan cùng Marie Russell và hai đứa con nhỏ là Kaylie và Tim chuyển đến sống tại một ngôi nhà mới. Marie chuyển một tấm gương cổ vào phòng làm việc của Alan để trang trí. Tấm gương gây ra những ảo giác kỳ lạ cho hai vợ chồng; Marie bị ám ảnh bởi hình ảnh cơ thể cô đang mục nát, trong khi Alan bị quyến rũ bởi một người phụ nữ có tên Marisol. Theo thời gian, hai vợ chồng bắt đầu có dấu hiệu tâm thần, Alan cô lập mình trong phòng làm việc của ông và Marie bắt đầu điên cuồng và hoang tưởng. Sau đó, Marie nhốt con chó của mình vào phòng làm việc của Alan thì con chó đột nhiên biến mất. Sau khi Tim kể cho bà nghe về việc đã gặp Alan cùng Marisol thì bà bắt đầu nổi điên và cố gắng giết hai đứa trẻ. Alan làm Marie bất tỉnh và xích bà vào căn phòng trên lầu. Alan tự cô lập mình trong phòng làm việc với tấm gương. Hai đứa trẻ cố gắng tìm kiếm sự giúp đỡ từ hàng xóm của họ. Kaylie cố gắng liên hệ với bác sĩ nhưng họ bảo cô phải để họ nói chuyện với bố cô.
Một đêm, Alan mở xích cho Marie và họ cố gắng tấn công hai đứa trẻ. Marie bắt được Kaylie và cố siết cổ cô bé, sau đó dường như Marie đã tỉnh ra nhưng vừa lúc đó Alan bắn chết bà. Alan bắt Kaylie và siết cổ cô bé trong phòng của ông, nhưng ông chợt bừng tỉnh, ông buộc Tim bắn ông chết. Cảnh sát đến và đưa Tim đi. Trước khi hai chị em bị tách ra, họ hứa sẽ tái hợp cùng nhau và phá hủy tấm gương.
Mười một năm sau, Tim được thả ra khỏi bệnh viện tâm thần, nhưng anh vẫn tin rằng không có sự kiện siêu nhiên liên quan đến cái chết của bố mẹ anh. Trong khi đó Kaylie dành hầu hết quãng thời gian của mình để nghiên cứu lịch sử của tấm gương về cuộc sống và cái chết của tất cả những người đã từng sở hữu tấm gương. Sử dụng vị trí nhân viên của một nhà đấu giá, Kaylie được quyền tìm hiểu tấm gương. Cô chuyển nó đến ngôi nhà trước kia của gia đình cô, cô đặt nó trong một căn phòng đầy camera giám sát trong nỗ lực ghi lại những hiện tượng siêu nhiên đã khiến gia đình cô tan nát.
Tim cũng tham gia nhưng anh thuyết phục Kaylie rằng cô chỉ đang hợp lý hóa cái chết của bố mẹ họ do các hiện tượng siêu nhiên gây ra để tránh phải đối mặt với sự thật. Hai chị em tranh luận trong suốt buổi tối cho đến khi họ thấy các máy quay phim không hiểu sao lại di chuyển trong khi họ không hề có trong phòng. Xem lại video, họ nhận ra rằng chính họ đã sắp xếp lại căn phòng mà trong khi họ chẳng nhớ gì về việc đó. Tim bắt đầu tin rằng tấm gương mang sức mạnh ma quỷ và anh cố gắng thoát khỏi nhà với Kaylie nhưng họ vẫn bị kéo trở lại trong nhà bởi ảnh hưởng của tấm gương. Họ cố gắng gọi cho cảnh sát để được giúp đỡ nhưng vô ích. Kaylie giết chết một hồn ma nhưng sau đó chợt nhận ra đó chỉ là ảo giác và sự thật là cô đã giết vị hôn phu của mình.
Kaylie vào căn phòng đó và nhìn thấy hình ảnh của mẹ trong gương đang vẫy tay gọi cô, cô lại gần tấm gương và ôm lấy mẹ mình. Tim lại bị ảo giác đang mắc kẹt một mình trong phòng với tấm gương. Anh kích hoạt cái neo có gắn chiếc rìu để phá hủy tấm gương nhưng anh không biết chính việc làm đó đã giết chết Kaylie. Cảnh sát đến và bắt giữ Tim, anh trở nên cuồng loạn và khẳng định rằng tấm gương đã làm những việc đó. Tim bị tống lên xe cảnh sát và anh nhìn thấy hồn ma của bố mẹ và Kaylie đang nhìn mình.

## Diễn viên
- Karen Gillan vai Kaylie Russell
- Brenton Thwaites vai Tim Russell
- Rory Cochrane vai Alan Russell
- Katee Sackhoff vai Marie Russell
- James Lafferty vai Michael
- Annalise Basso vai Kaylie Russell 13 tuổi
- Garrett Ryan vai Tim Russell 10 tuổi
- Miguel Sandoval vai Tiến sĩ Graham
- Katie Parker vai Annie
- Kate Siegel vai Marisol

## Sản xuất
Ngày 24 tháng 10 năm 2012, bộ phim được tiến hành quay ở Alabama. Quay phim được báo cáo đã kết thúc vào ngày 27.

## Tiếp nhận

### Phản ứng
Oculus đã nhận được phản ứng tích cực, số điểm trên Rotten Tomatoes là 74% dựa trên 119 ý kiến đồng thuận và Metacritic là 61/10.

### Phòng vé
Phát hành tại Hoa Kỳ vào ngày 11 tháng 4 năm 2014, Oculus thu về $4.940.000 trong ngày đầu, gần bằng chi phí sản xuất là 5 triệu USD. Bộ phim xếp thứ ba trong tuần đầu tiên phát hành, đứng sau Captain America: The Winter Soldier và Rio 2. Tính đến ngày 18 tháng 5 năm 2014, bộ phim ước tính đã thu được $30.864.472 trên toàn thế giới.